# Ferenc Vozar
Ferenc Vozar (ungarisch Vozár) (* 19. April 1945 in Budapest; † 15. Februar 1999 in Denzlingen) war ein deutscher Eishockeyspieler ungarischer Herkunft.
Vozar emigrierte Anfang der 1970er Jahre von Ungarn nach Deutschland. Zunächst spielte er für die Spielgemeinschaft Oberstdorf/Sonthofen in der Oberliga, ehe er zum Berliner Schlittschuhclub wechselte. Mit diesem schaffte er den Aufstieg in die Bundesliga.
Zwischen 1977 und 1980 spielte er beim ERC Freiburg und wechselte 1981 zum Hamburger SV, wo er für drei Jahre aktiv war. Bei den Olympischen Winterspielen 1976 im österreichischen Innsbruck verhalf er der deutschen Eishockeynationalmannschaft zum Gewinn der Bronzemedaille, indem er zwei Tore erzielte.
Für diese Leistung wurde er – zusammen mit der deutschen Eishockolympiamannschaft – mit dem Silbernen Lorbeerblatt ausgezeichnet.
Nach Beendigung seiner aktiven Karriere startete Vozar eine Trainerlaufbahn für Nachwuchsteams. Zudem war er ab Mitte der 1980er Jahre Verbandstrainer des baden-württembergischen Eishockeyverbands. Später wurde er in die Hall of Fame des deutschen Eishockeys aufgenommen.
Vozars Söhne Patrick und Robert sowie seine Tochter Alexandra sind ebenfalls Eishockeyspieler in Freiburg und Esslingen. Sein Bruder Tibor Vozar, ebenfalls deutscher Nationalspieler, verdiente seinen Lebensunterhalt als Eishockeytrainer.

## Erfolge und Auszeichnungen
- 1974 Deutscher Meister mit dem Berliner Schlittschuhclub
- 1976 Bronzemedaille bei den Olympischen Winterspielen
- 1976 Deutscher Meister mit dem Berliner Schlittschuhclub